# Естонски литературен музей
Естонският литературен музей (на естонски: Eesti Kirjandusmuuseum) в Тарту е национален изследователски институт на Министерството на образованието и изследванията на Република Естония.
Неговата мисия е да подобрява културното наследство на Естония, да събира, съхранява, изследва и публикува резултатите.

## История
Историята на Естонския литературен музей започва през 1909 г. с основаването на Естонския национален музей и архивна библиотека в Тарту. През 1924 г. естонският национален музей купува частна къща на улица „Ая“ (сега „Ванемуйсе“) за архивиране на архивни материали. Там са разположени сбирките на Архивната библиотека, както и тези на по-късните фолклорни и културноисторически архиви. Това е основната сграда на Естонския литературен музей, към която са добавени три разширения.
Официалното му създаване е на 11 септември 1940 г. По време на Втората световна война институтът е разделен на два държавни музея, обхващащи етнография и литература. През 1946 г. музеите са повторно обединени, като в периода 1946 – 1997 г. музеят е поделение на Естонската академия на науките.
В периода 1953 – 1990 г. се нарича Литературен музей „Ф. Р. Кройцвалд“. От 1957 г. Литературният музей провежда двудневна конференция по литература и фолклор всеки декември, така наречените „Дни на Кройцвалд, който трябва да се помни“ (на името на видния естонски писател Фридрих Райнхолд Кройцвалд). Няколко години след възстановяването на независимостта на Естония, през 1995 г., музеят получава обратно предишното си име и разширява публикуването на годишния си алманах до статии, текстове от първоизточници и изследвания.
През февруари 2000 г. катедрата по фолклор и катедрата по етномузикология на Института за естонски език се обединяват с Естонския литературен музей.
През 2013 г. към основната сграда на музея е добавена нова четириетажна сграда, която е оборудвана и с модерен архив за документи.

## Структура
Естонският литературен музей функционира като интегрирана институция, която се състои от четири отдела:
1. Архивната библиотека на Естонския литературен музей, основана през 1909 г. с 10 000 тома на естонски език, която разполага с фонд от над 810 000 произведения - книги и периодични издания на други езици, както и брошури и карти.
2. Естонски фолклорен архив на Естонския литературен музей, основан през 1927 г. Той изследва обичаите, народните танци, песни и текстове и др. Колекцията обхваща по-специално естонския фолклор, но също и фолклора на фино-угорските народи, балтийските немци, руски, еврейски и други етнически групи.
3. Естонски културно-исторически архив на Естонския литературен музей, създаден през 1929 г. Той съчетава предишните колекции на академичните дружества като Естонско литературно дружество, Естонско учено дружество, Академично историческо дружество и много други. Най-голямата колекция съдържа ръкописи и монографии, следвани от снимки, изкуство, филми и аудио.
4. Отдел по фолклористика на Естонския литературен музей, основан през 1947 г. Издава академични списания и други серии от фолклорни публикации и поддържа уеб сървъра на естонските фолклористи www.folklore.ee.

Освен специфичния бизнес на поделенията, те организират и изложби и кампании, технически срещи, конференции и различни семинари.
В Естонския литературен музей има около 50 бази данни. Повечето от тях са специализирани бази данни. Базите данни са много различни по размер и технически решения, като тяхното създаване започва от 1990-те. Централната база данни в Естонския литературен музей е файловото хранилище „Kivike”. То събира данни от множество други специализирани бази данни в Естонския литературен музей, което позволява на потребителя да придобие информация с по-малко усилия. Потребителят може да има достъп до материалите на Естонския литературен музей и да прави запитвания, както и да поръча материалите от архивите за по-нататъшна употреба. Материалите в „Kivike” са безплатни за изследователски и учебни цели.
- Изглед от улица „Пеплери“
- Естонския литературен музей след ремонта
- Стъклената галерия
- Изглед